# Powiat Kawamura
Powiat Kawamura (jap. 河村郡 Kawamura-gun) – dawny powiat w Japonii, w prefekturze Tottori.

## Historia

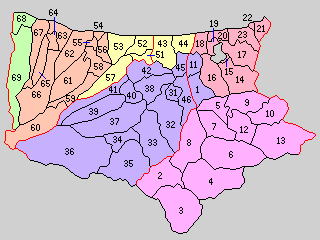
Powiat Kawamura (1–23 – 1889 r.)

W pierwszym roku okresu Meiji na terenie powiatu znajdowały się 2 miejscowości oraz 106 wiosek.
Powiat został założony 12 stycznia 1879 roku. Wraz z utworzeniem nowego systemu administracyjnego 1 października 1889 roku powiat Kawamura został podzielony na 23 wioski: Saigo, Nishitakeda, Minamoto, Higashitakeda, Misasa, Takase, Kamo, Takeda, Kanae, Mitoku, Kusaka, Oshika, Kan'naka, Tōgō, Matsuzaki, Hanami, Toneri, Nagase, Asozu, Hashizu, Kutsuka, Tomari i Mihashi.
1 kwietnia 1896 roku powiat Kawamura został włączony w teren nowo powstałego powiatu Tōhaku. W wyniku tego połączenia powiat został rozwiązany.